# Dendrocitta vagabunda
La urraca vagabunda (Dendrocitta vagabunda) es una especie de ave paseriforme de la familia Corvidae, nativa del sureste de Asia.  

## Distribución
El área de distribución de esta especie es bastante amplia, cubriendo todo el territorio continental de la India hasta el Himalaya y una amplia banda de Indochina en Birmania, Laos y Tailandia. Se puede encontrar en bosques abiertos, matorrales, plantaciones y jardines.

## Comportamiento y ecología

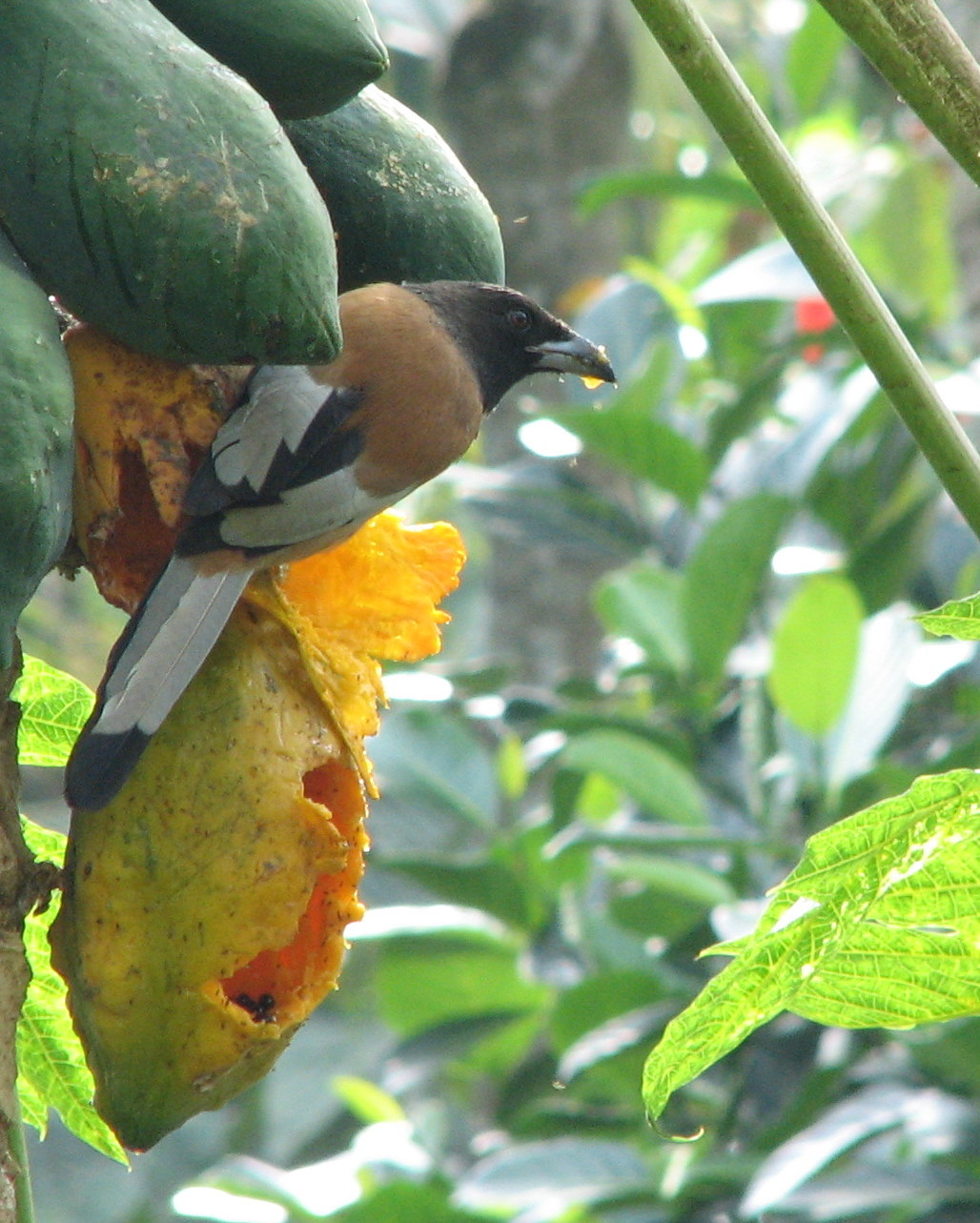
Un ejemplar alimentándose de frutos de papaya.

Es una especie omnívora arbórea, se alimentar casi por completo en los árboles, de frutos, semillas, invertebrados, pequeños reptiles, de huevos y polluelos de otras aves y carroña.
Es un forrajero ágil, aferrándose y trepando por las ramas y a veces uniéndose a partidas de caza mixtas junto con especies como dicrúridos y charlatanes. También se ha observado alimentándose de ectoparásitos de ciervos salvajes.
Al igual que muchos otros córvidos se le conoce por almacenar alimentos. Se le considera como beneficioso para el cultivo de palma en el sur de la India debido a que se alimenta de las destructivas larvas del picudo rojo Rhynchophorus ferrugineus. Se sabe que se alimentan de los frutos de Trichosanthes palmata que son tóxicos para los mamíferos.
La temporada de cría en la India es de abril a junio. El nido es construido en árboles y arbustos, y es por lo general una plataforma poco profunda. Las puestas generalmente son de 3 a 5 huevos.
Esta especie tiene un amplio repertorio de llamadas, pero un bob-o-link o ko-tree son las más comunes. El nombre local para esta especie es kotri que se deriva de la llamada, otros nombres incluyen handi chancha y taka chor.
El parásito protozoo de la sangre Trypanosoma corvi fue descrito de esta especie, y Babesia ha sido reportado de esta especie. Parásitos trematodos, Haplorchis vagabundi, han sido encontrados en sus intestinos. Una especie de ácaro de la pluma Syringophiloidus dendrocittae ha sido descrito de esta especie.

## Subespecies

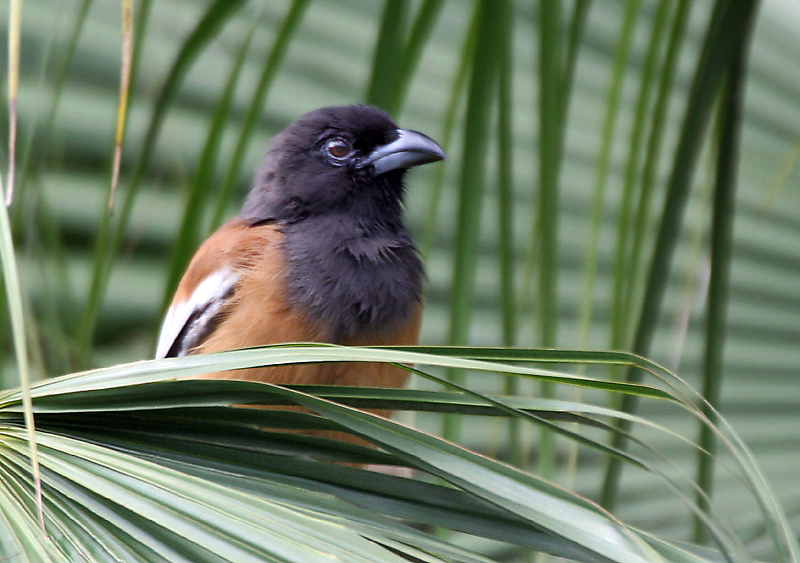
Dendrocitta vagabunda en Kolkata, Bengala Occidental, India.

Se reconocen las siguientes subespecies:
- D. v. behni Steinheimer, 2009
- D. v. bristoli Paynter, 1961–Afganistán y Pakistán.
- D. v. kinneari E. C. S. Baker, 1922–sur de Birmania y el norte de Tailandia.[19]
- D. v. pallida (Blyth, 1846)
- D. v. parvula Whistler & Kinnear, 1932–Ghats Occidentales	.
- D. v. sakeratensis Gyldenstolpe, 1920–Indochina.[20]
- D. v. saturatior Ticehurst, 1922–sur de Tailandia.
- D. v. sclateri E. C. S. Baker, 1922
- D. v. vagabunda (Latham, 1790)–parte de la India peninsular hasta el sur de Hyderabad.